# Економіка і прогнозування
«Економіка і прогнозування» — науково-аналітичний журнал, заснований у вересні 2000 року. З 2001 року журнал входить до переліку фахових видань, визнаних ВАК України. Свідоцтво про державну реєстрацію: КВ № 11086 (зареєстровано Державним комітетом телебачення і радіомовлення України 28.02.2006 р.)
Періодичність: 4 рази на рік. Мова видання: українська, російська, англійська.

## Проблематика
На сторінках журналу друкуються матеріали щодо перспектив розвитку економіки, науки, техніки, технологій, шляхів і методів розв'язання проблем соціально-ринкових перетворень та функціонування нової економічної моделі, подаються огляди кон'юнктури ринків, висвітлюються актуальні питання поєднання економіки та політики, творчі дискусії з проблем суспільних трансформацій, події наукового життя тощо. Журнал розраховано на наукових працівників, викладачів, аспірантів і студентів вищих навчальних закладів, працівників державних структур, банків, підприємств, організацій та установ.

## Видавець
Засновник і видавець: Державна установа «Інститут економіки та прогнозування НАН України».
Адреса редакції: вул. Панаса Мирного, 26, Київ, Україна, 01011.

## Редакційна колегія
Головний редактор журналу: Геєць Валерій Михайлович. Члени редакційної колегії: Ю. М. Бажал, О. І. Барановський, О. М. Бородіна, А. А. Гриценко, А. І. Даниленко, І. Ю. Єгоров, Т. І. Єфименко, П. С. Єщенко, М. І. Звєряков, С. О. Кораблін, І. В. Крючкова, Е. М. Лібанова, І. О. Луніна, Р. Б. Могилевич, Т. О. Осташко, Є. Г. Панченко, А. П. Ревенко, В. Р. Сіденко, М. І. Скрипниченко, В. О. Точилін, Л. І. Федулова, В. К. Хаустов, Н. М. Шелудько, Л. В. Шинкарук. Відповідальний секретар — І. І. Бажал.